# Anadelphia liebigiana
Anadelphia liebigiana är en gräsart som beskrevs av Hildemar Wolfgang Scholz. Anadelphia liebigiana ingår i släktet Anadelphia och familjen gräs. Inga underarter finns listade i Catalogue of Life.